# ABC-CLIO
ABC-Clio, LLC (estilizado como ABC-CLIO) es una empresa editorial de obras de referencia académicas y publicaciones periódicas sobre temas como la historia y las ciencias sociales para entornos educativos y bibliotecarios públicos. ABC-Clio brinda servicio a quince bases de datos en línea diferentes que contienen más de un millón de libros de texto en línea. La empresa consulta a los líderes académicos en los campos que cubren con el fin de proporcionar autoridad para sus títulos de referencia. La sede se encuentra en Santa Bárbara, California. 

## Historia
AABC-Clio fue fundada en 1953 como una corporación privada por Eric Boehm con su primera publicación, Historical Abstracts . El nombre representa las dos divisiones originales de la compañía cuando se incorporó en 1969: ABC significa Centro Bibliográfico Americano por sus siglas en inglés y Clio Press lleva el nombre de Clio, la musa de la historia de la mitología griega antigua. Según Boehm, siempre le había interesado la historia, así que cuando se dio cuenta de que no había muchos buenos servicios de abstracción histórica disponibles, comenzó a publicar los "Resúmenes históricos".
Durante la década de 1960, se agregó una nueva publicación bibliográfica y de resúmenes sobre la historia de Estados Unidos, "América: historia y vida", que se consideró un título galardonado. La empresa entró en la edición digital con datos electrónicos en la década de 1960 y en 1975 publicó su primera base de datos en línea llamada  DIALOG . Durante la década de 1980, ABC-Clio se expandió para proporcionar libros de referencia primarios, como enciclopedias y diccionarios, y dejó de publicar libros bibliográficos. En la década de 1990, ABC-Clio comenzó a brindar acceso a su base de datos de humanidades en CD ROM. El CD-ROM "Exegy Current Events" fue nombrado "Mejor disco del año" por Library Journal. En 1998, ABC-Clio proporcionó acceso electrónico a "América: historia y vida". En la década de 2000, uno de los productos más populares de la compañía se había convertido en bases de datos en línea para investigar muchos temas en el campo de las humanidades. En 2001, ABC-Clio comenzó a publicar libros electrónicos, inicialmente proporcionando 150 títulos diferentes a escuelas y bibliotecas. Los libros de referencia de la compañía habían ganado numerosos premios, y la compañía comenzó una serie de bases de datos en línea para uso de la escuela secundaria. En 2004, la empresa adquirió la revista histórica trimestral, "Journal of the West", que se publica desde 1962.
En 1996, ABC-Clio se fusionó con una editorial electrónica, Intellimation, que también producía software educativo. La fusión trajo a Becky Snyder, la actual presidenta de ABC-Clio, de Intellimation. Vendió Historical Abstracts y America: History and Life a EBSCO Publishing en 2007.

## Subsidiarias
- Intellimation
- Linworth Publishing, Inc.: El 18 de marzo de 2009, Libraries Unlimited anunció la adquisición de Linworth Publishing, haciéndose efectiva de inmediato.[8]
- Journal of the West

### Sellos y series

#### ABC-Clio/Greenwood
En 2008, ABC-Clio adquirió Greenwood Publishing Group de Houghton Mifflin Harcourt. El acuerdo le dio a ABC-Clio una "licencia perpetua" para usar las impresiones de Greenwood Press y publicar todos sus títulos. La adquisición del grupo editorial le dio a ABC-Clio acceso a Greenwood Press, Praeger Publishers, Praeger Security International y Libraries Unlimited. Greenwood se centra en la publicación de obras de referencia de texto completo en varios temas.

#### Libraries Unlimited
Libraries Unlimited llegó a ABC-Clio como parte de un acuerdo con Greenwood Press. En 2012, Kathyrn Suárez fue nombrada editora de esta división que se enfoca en publicaciones para bibliotecarios y profesionales de la información.

#### ABC-Clio Solutions
Las bases de datos ABC-Clio se proporcionan bajo el paraguas de ABC-Clio Solutions. Hay quince bases de datos diferentes que brindan acceso a diferentes áreas temáticas. ABC-Clio Solutions proporciona un plan de estudios digital con contenido multimedia, funciones de texto a voz, herramientas de traducción que cubren varios temas relacionados con la historia y las humanidades. Después de que ABC-Clio adquirió las bases de datos de Greenwood Press, renovaron la apariencia de su interfaz para brindar acceso común a través de la interfaz ABC-Clio. ABC-Clio también brindó la capacidad de buscar en múltiples bases de datos a través de una búsqueda, también brindando opciones para restringir la búsqueda después de renovar su interfaz. La nueva interfaz se considera fácil de usar y brinda acceso a funciones personalizadas.

#### Praeger
Praeger es conocido por publicar "libros académicos y profesionales" en las áreas temáticas de las ciencias sociales y las humanidades.